# Avenida dos Estados Unidos da América
A Avenida dos Estados Unidos da América é uma avenida de Lisboa, localizada na freguesia de Alvalade.
A avenida tem início na Avenida Almirante Gago Coutinho e fim na Praça de Entrecampos, junto ao Campo Grande.
Foi anteriormente designada como Avenida Joaquim Larcher e Rua nº 6.

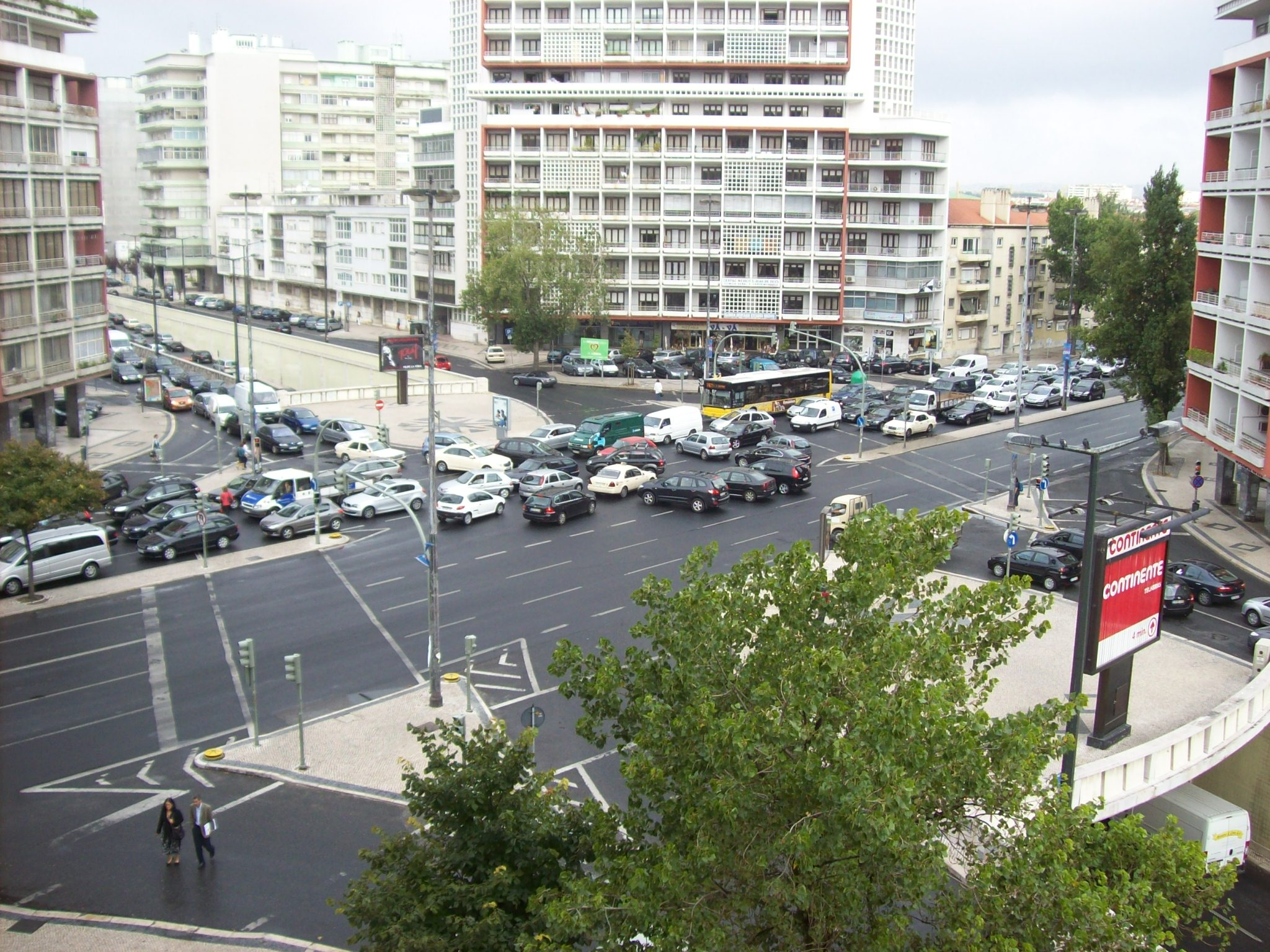
Cruzamento com a Avenida de Roma

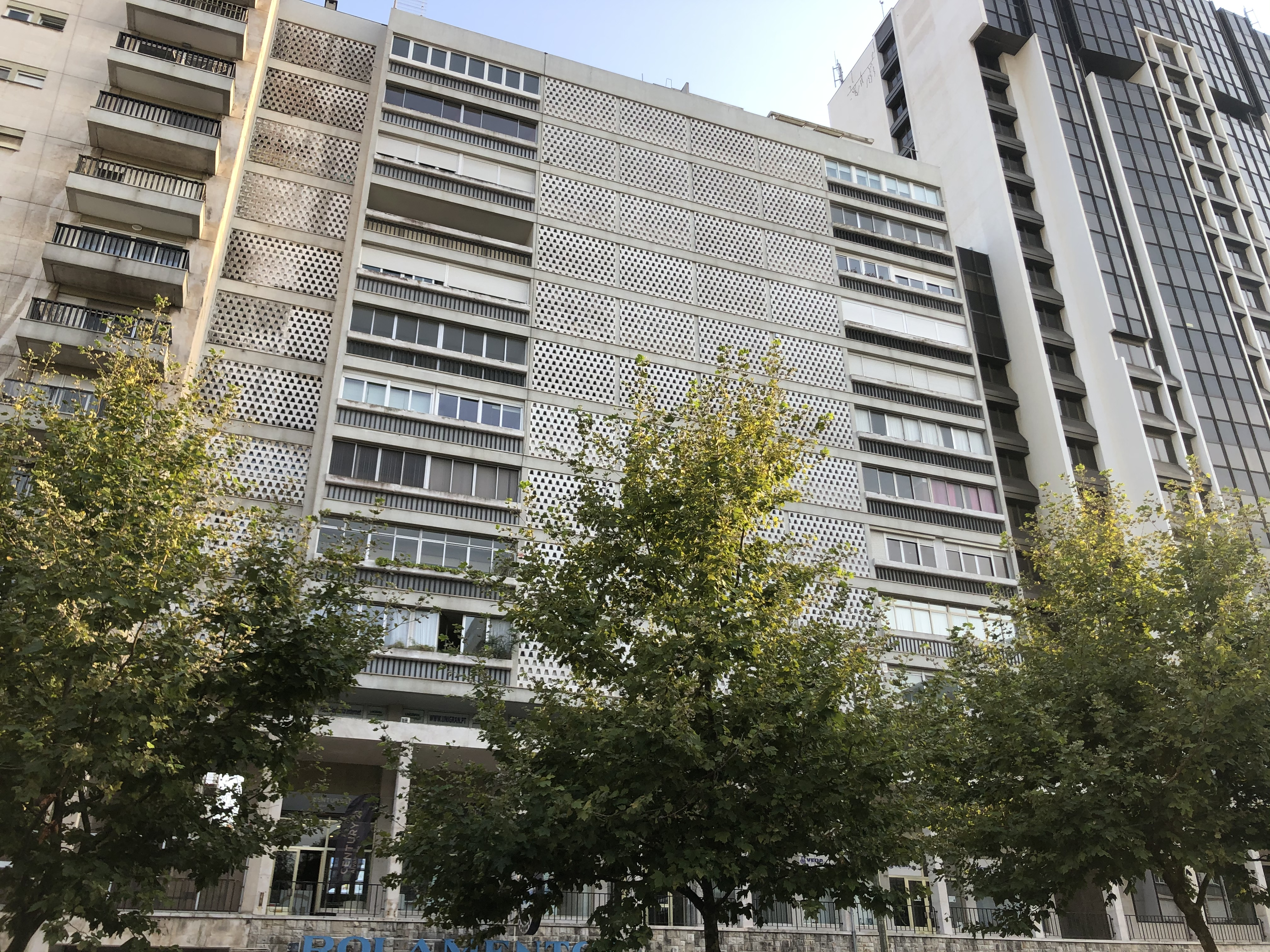
Edifício América, galardoado com o prémio Valmor em 1970

Neste arruamento localiza-se o Edifício América, projecto do arquitecto Leonardo Rey Colaço de Castro Freire, foi galardoado com o Prémio Valmor no ano de 1970.

### Murais modernistas da autoria deCarlos Calvet

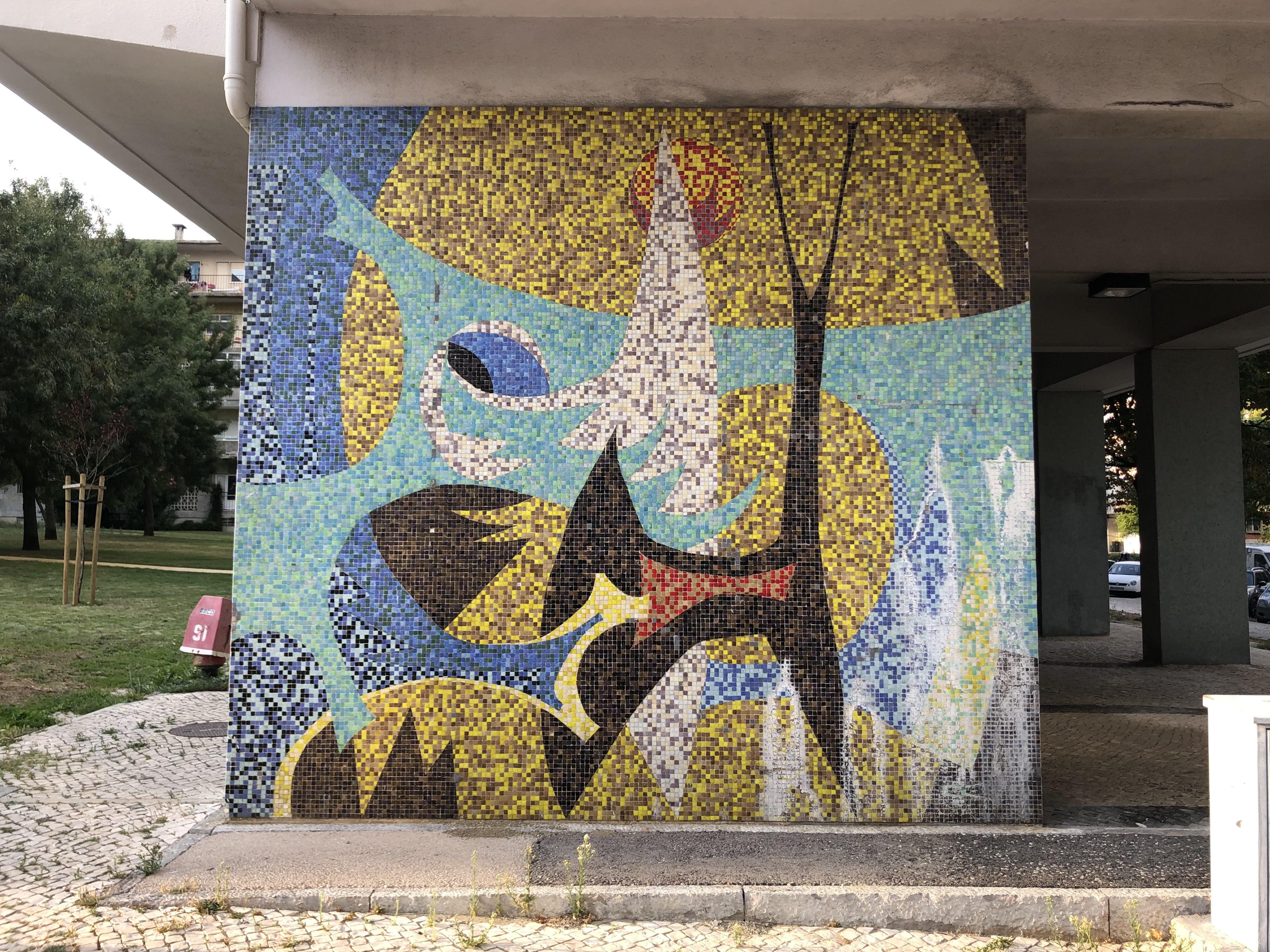
Mural presente no edifício 50
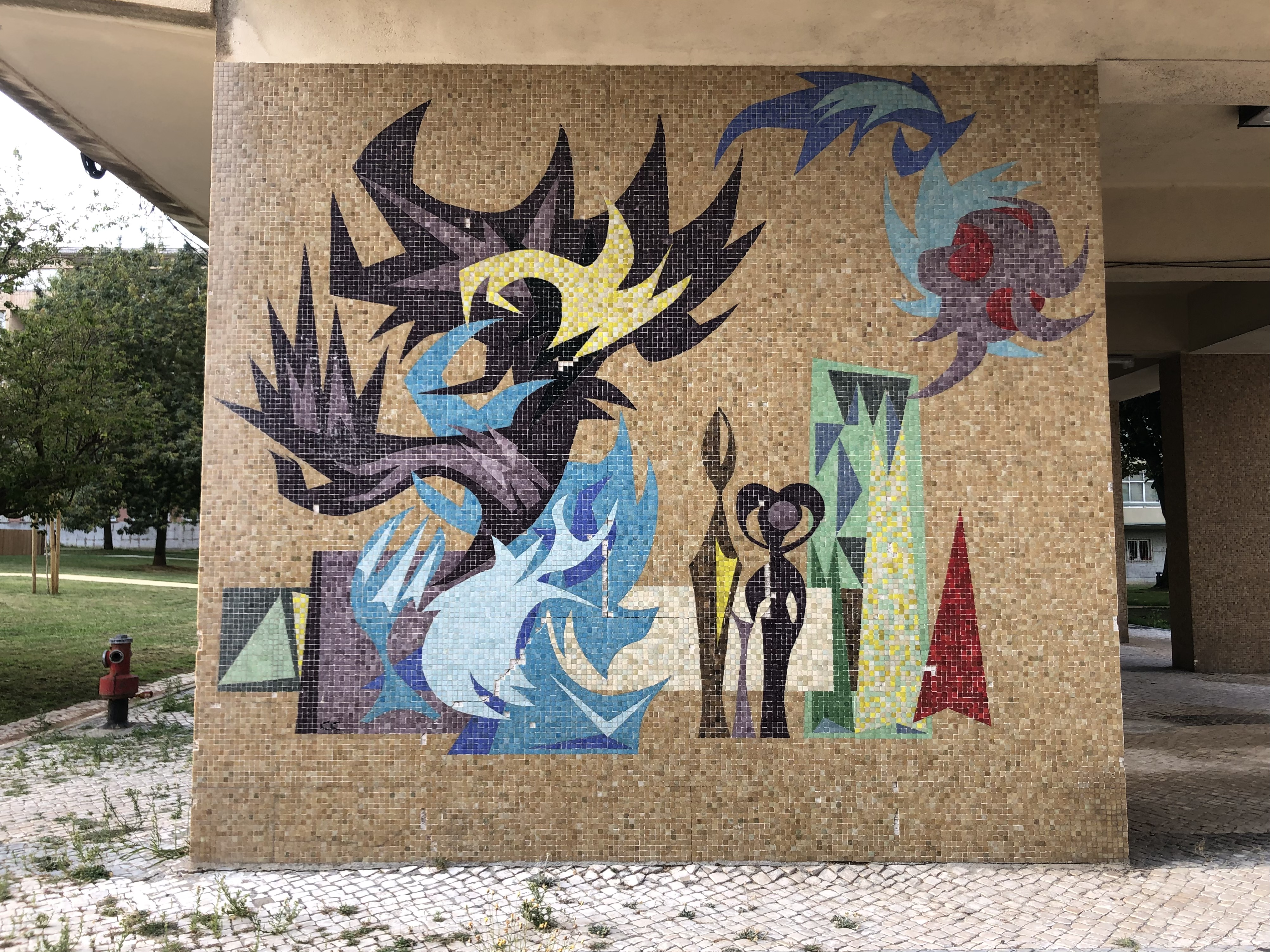
Mural presente no edifício 60
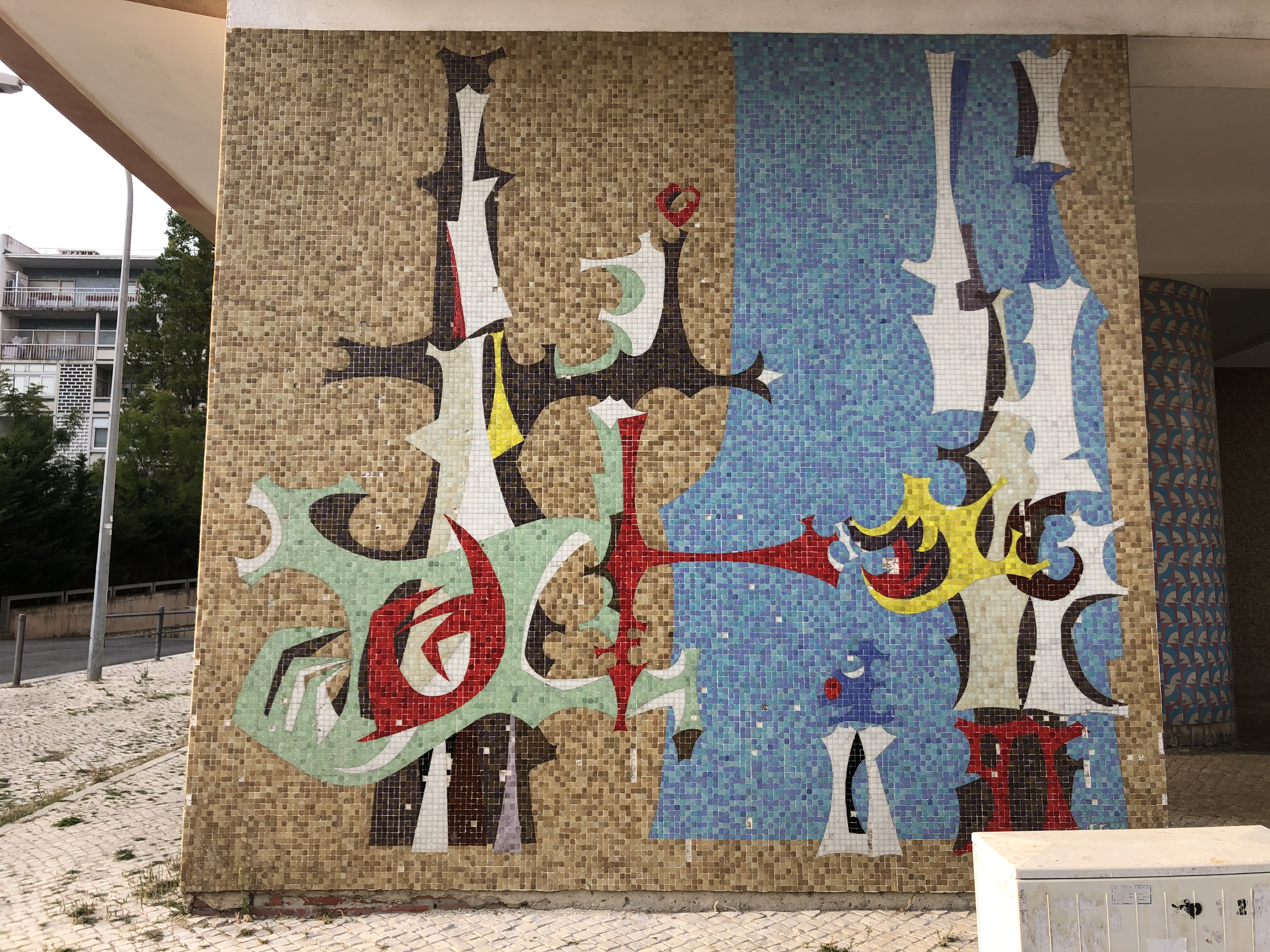
Mural presente no edifício 70